# 로버트 먼델
로버트 알렉산더 먼델(Robert Alexander Mundell, 1932년 10월 24일 ~ 2021년 4월 3일)은 컬럼비아 대학교의 경제학 교수이다. 캐나다 출신으로 밴쿠버에 소재한 1948년 브리티시컬럼비아 대학교에
입학하여 1952년 학사학위를 취득했다. 매사추세츠 공과대학교에서도 박사학위를 1956년에 취득했다.
성공 가도를 달리며 1999년 노벨 경제학상을 수상하는 영예를 안았다. 1974년 이래로 교수로 재직하고 있으며, 2001년 이래로 학술적으로도 최고 교수로 인정받고 있다. 맥길 대학교와 존스홉킨스 대학교의 교수를 겸임하고 있다. 2002년 캐나다의 국립훈장인 오더 오브 캐나다를 수상했다.
워털루 대학교 의장이던 시절 유로에 관련한 통화 체계를 설계한 공로를 인정받아 1999년 노벨 경제학상을 수상한다.

## 국제 통화 유입
먼델은 감세 정책과 공급 경제학을 주장하는 것으로 널리 알려져 있다. 그러나 경제학자의 입장에서 보면 그의 주력 분야는 통화와 환율에 관한 것이다.
1960년대 캐나다가 변동 환율로 바뀌면서 변동환율제에 대해 연구하게 됐다. 1930년대 이후 경제현상에 대한 지적으로 스웨덴 정부에 금본위 정책을 채택하도록 하는 성과를 내기도 했다.
1962년 마르퀴스 플레밍과 함께 먼델-플레밍 모델에 대해 고안했다. 플레밍과 함께 발표한 이 이론을 통해 변동환율제하 경기 부양책을 정부가 추진하는 것이 실질적으로 불가능하다고 주장하면서 가격 안정성과 자유자본 유입에 대해서도 어려움이 있을 것으로 예측했다.
- 브레튼 우즈 체제의 제약은 금본위제보다 미 연방재정체계에 맞춰진 것이다.
- 수요를 촉진하는 재정정책은 변동환율제 하에서 비효과적이다.
- 단일통화의 유통지역은 반경 내에서 화폐유동성을 갖는다.

이 분석은 결과적으로 유럽과 미국의 물가상승률 관련 정책이 불합치하는 것을 말하는 것이었다. 또한 브레튼 우즈 체제는 금본위제를 오히려 깎아내리는 것이며 경제정책의 실패로 통합력을 잃고 있다는 점을 지적했다.
이후 유로화 도입에 관해서 브레튼 우즈 체제를 깨는 것이 소득세율을 계속적으로 높게 유지하는 한 스태그플레이션이 일어날 소지가 높다고 예측했다. 1974년 세금 철폐에 대해 찬성입장을 밝혔다.
일부 보수주의자가 그를 추켜세우곤 하지만 보수 진영의 공격을 많이 받은 경제학자이기도 하다. 그는 금본위제 경제 체계에 대해서 여러 차례 의구심을 제기한 적이 있다. 그는 대개 재정 정책과 세금에 대해서 등가를 이뤄야 한다고 주장했다.

## 학력
- 1948년~1952년: 브리티시컬럼비아 대학교 (학사)
- 1952년~1954년: 워싱턴 대학교 (석사)
- 1954년~1956년: 매사추세츠 공과대학교 (박사)

## 텔레비전
로버트 먼델 교수는 CBS의 데이빗 레터맨 쇼에 2002년 10월 처음으로 출연했다. 그는 노벨상 수상 이후 자신의 삶에 가장 큰 변화를 준 10가지에 대한 질의응답 시간을 가졌다. 이외에도 많은 쇼에 등장했으며 중국중앙방송의 토크쇼인 百家讲坛에도 출연한 적이 있다.